# Martin Johnson
Martin Osborne Johnson (* 9. března 1970, Solihull) je bývalý anglický ragbista, který hrál na pozici druhé řady. V roce 2011 byl jmenován do Světové síně slávy ragby. Na MS 2003 se stal s Anglií jako kapitán mistrem světa. Byl to jeho poslední a 84. zápas za reprezentaci. Osm zápasů odehrál za Britské a irské lvy. Pětkrát vyhrál Six Nations (1995–1996, 2000–2001, 2003). Obdržel Řád Britského impéria.
S klubem Leicester Tigers vyhrál v roce 1995 a v letech 1999 až 2002 anglickou ligu (od roku 1997 jako kapitán), dvakrát Anglický pohár (1993 a 1997) a dvakrát Evropský pohár mistrů v roce 2001 a 2002. Od roku 1989 do roku 2005 nehrál za jiný klub.
Před začátkem jeho kariéry v Leicesteru Tigers hrál americký fotbal za Leicester Panthers. Odehrál tři zápasy za novozélandskou reprezentaci do 21 let. V letech 2008 až 2011 byl trenérem Anglie. Vyhrál s ní v roce 2011 Six Nations. Poslední odkoučovaný zápas měl ve čtvrtfinále MS 2011 proti Francii. Jeho praděda byl zápasník.